# 강화서로
강화서로(Ganghwaseo-ro)는 인천광역시 강화군 내가면 외포사거리 와 하점면 이강교차로를 연결하는 도로이다.

## 주요 경유지
인천광역시
- 강화군 (내가면 . 하점면)

## 노선
| 이름              | 접속 노선              | 소재지 | 소재지 | 비고 |
| ----------------- | ---------------------- | ------ | ------ | ---- |
| 외포사거리        | 중앙로                 | 강화군 | 내가면 |      |
| 내가교            |                        | 강화군 | 내가면 |      |
| 미꾸지고개        |                        | 강화군 | 하점면 |      |
| 망월리입구 교차로 | 망월길                 | 강화군 | 하점면 |      |
| 하점교            |                        | 강화군 | 하점면 |      |
| 이강삼거리        | 창후로                 | 강화군 | 하점면 |      |
| 이강 교차로       | 국도 제48호선 (인화로) | 강화군 | 하점면 |      |
| 전망대로와 직결   |                        |        |        |      |

## 주요 건물 및 시설
- 농협 서강화농협하나로마트 외포점 (강화서로 3/외포리 629-6)
- 한국글로벌셰프고등학교 (강화서로 184/고천리 1266)
- GS25 강화내기점 (강화서로 202/고천리 1134-5)
- 내가면사무소 (강화서로 249/고천리 797-1)
- 내가초등학교 (강화서로 264/고천리 748-1)
- SK에너지 태평양주유소 (강화서로 557/망월리 292-3)
- CU 강화서로점 (강화서로 613/망월리 140-1)
- 세븐일레븐 강화관유신봉리점 (강화서로 1037/신봉리 16-2)